# Florin Manolescu
Florin Manolescu (n. 11 ianuarie 1943, București, România – d. 13 decembrie 2015, București, România) a fost un critic, istoric literar și prozator român.

## Biografie
Absolvent în 1961 al Liceului Gheorghe Șincai din București. A studiat filologie română și germană la Facultatea de Litere a Universității din București între anii 1963 și 1968. Din 1968 până în 1990 a fost asistent la Catedra de literatură română a aceleiași facultăți, iar din 1990 a devenit conferențiar. În 1993 a fost invitat și angajat ca lector, iar în 1995 a fost numit profesor la Seminarul de romanistică al Universității Ruhr din Bochum, Germania. În 2010-2014, profesor invitat la Facultatea de Litere a Universității din București. Autor, în 1978, al primei teze de doctorat din România despre literatura S.F.
Domenii speciale de activitate profesională : interferenţe culturale româno-germane, clasicii literaturii române, literatura exilului românesc, imagologie, antropologie literară, teoria textului, paraliteratura.
Rubrici permanente sau cronici literare în Amfiteatru (1967–1968), România literară (1969), Argeș (1969–1971), Flacăra (1976–1977), Contemporanul (1982–1983), Caietele Teatrului Naţional (1987–1989), Luceafărul (1990–1993) și Viața Românească (2012–2015, rubrica „Istorie și literatură. Scriitori români în exil”).
Alte colaborări cu studii, articole, polemici, interviuri și proză la Analele Universității București, Limbă și literatură, Cahiers roumains d’études littéraires, Euresis. Cahiers roumains d’études littéraires (serie nouă), Revista de istorie şi teorie literară, Rumänische Rundschau, Manuscriptum, Caitete critice, Viața Românească, România literară (proză, polemici, interviu), Convorbiri literare, Tomis (interviu), Flacăra (rubrica „Scriitori români de azi“), Luceafărul, Contrapunct (interviu), Formula AS (interviu), Apostrof (proză), Vatra (proză), Colecţia Povestiri Ştiinţifico Fantastice (serie nouă, nr. 28, 2015, proză şi prezentare a autorului).    
Membru în Colegiul de redacţie al revistei Caitete critice (de unde s-a retras în 1992).
Membru în Colegiul de redacţie al revistei Vatra.
Premiul anual pentru critică literară –1967 (Premiul Junimea), acordat de revista Amfiteatru. A fost membru activ și critic literar al fandom -ului din România. A condus, alături de Ovid S. Crohmălniceanu, Cenaclul „Junimea” al Facultății de Litere din București în ultima fază de activitate a acestuia (1986-1989). Principalii membri din această perioadă : Mircea Nedelciu, Mircea Cărtărescu, Cristian Teodorescu, Alex. Leo Șerban, Ioana Pârvulescu, Simona Popescu, Ion Manolescu (scriitor), Ara Șeptilici, Cristian Tudor Popescu, Ion Bogdan Lefter, Hanibal Stănciulescu, Emil Paraschivoiu, Alexandru Pleșcan, Cătălin Țârlea. La începutul anilor ’90 a fǎcut parte din juriul care a acordat Premiul Național de Poezie „Mihai Eminescu” și din juriile care au acordat premiile Uniunii Scriitorilor.

## Volume publicate
- Poezia criticilor, Editura Eminescu, 1971 (Premiul Uniunii Scriitorilor).
- Literatura S.F., Editura Univers, 1980. Ultimul capitol din acest volum, Condiția literaturii S.F., a fost inclus ca materie de studiu în manualul de Limba și literatura româna pentru clasa a IX-a, editat în 2004 de Editura Humanitas. Volum accesibil în Internet, la adresa http://www.scribd.com/doc/213273308/Florin-Manolescu-Literatura-S-F#scribd
- Caragiale și Caragiale, Jocuri cu mai multe strategii, Editura Cartea Românească, 1983, reeditare la Editura Humanitas, 2002.
- Litere în tranziție, Editura Cartea Românească, 1998.
- Misterul camerei închise. Nouă povestiri incredibile, Editura Humanitas, 2002. Volum accesibil în Internet, la adresa https://archive.org/details/Florin_Manolescu-Misterul_Camerei_Inchise_09__ Povestirea O conferință de pomină, tradusă în Serbia de Đura Miočinović, a fost publicată în revista Mostovi (nr. 163–164, 2015).
- Enciclopedia exilului literar românesc, 1945-1989. Scriitori, reviste, instituții, organizații, Editura Compania, 2003 (Premiul Salonului de carte Constanța, Premiul Institutului Cultural Român). Ediția a doua revizuită și adăugită, Editura Compania, 2010 (Premiul Șerban Cioculescu pentru istorie literară, acordat de Muzeul Național al Literaturii Române, Premiul Titu Maiorescu, acordat de Academia Română).
- Mentaliștii. Alte nouă povestiri incredibile (Premiul Societății Române de Science Fiction și Fantasy), Editura Cartea Românească, 2009. Două povestiri din ciclul Motaș (Magicianul și O poveste de Crăciun) au fost traduse în limba italiană, comentate și publicate de Angela Tarantino în Romània orientale, XXIV, Roma, 2011. Povestirea Serendipity a fost tradusă în limba engleză de Silvia Cora și Nigel Walker și publicată în Translation Café (nr. 130, august 2012), revistă online a Universității București.[3]
- Cu ochii pe mine. Jurnal român-german, 1995, Editura Cartea Românească, 2010.
- Il gatto e l'astronomo (traducere în limba italiană și postfață de Angela Tarantino), Editura Mobydick, Faenza, 2013.

Volume colective
- Este autor (selecție, introducere, cronologie, note biobibliografice) al antologiei The Phantom Church and Other Stories from Romania, University of Pittsburgh Press, 1996.
- Drumuri și zări (Antologia prozei românești de călătorie),↵București, 1982.Rumänisch-deutsche Interferenzen, Heidelberg, 1986.
- Rumänische Exilliteratur 1945-1989, München, 1999.
- Im Dialog: Rumänische Kultur und Literatur, Leipzig, 2000.
- Cele 10 porunci, Cluj, 2007.
- Wortgeburten. Zu Ehren von Karl Maurer, Heidelberg, 2009.
- Rumänien und Europa. Transversale, Berlin, 2009.
- Geografia e storia della civilità letteraria romena nel contesto europeo, vol. II, Pisa, 2011.
- A tradus un volum de studii de imagologie româno-germană de Klaus Heitman (Oglinzi paralele, Editura Fundației Culturale Române, 1996).
- A colaborat cu articole de sinteză la Dicționar de literatură română (Editura Univers, 1979) și la Dicționarul scriitorilor români (Editura Fundației Culturale Române, 1995).

## Traduceri
- Nabou de Günther Krupkat, Colecția Fantastic Club, Editura Albatros, Buc., 1979

## Afilieri
- Membru al Uniunii Scriitorilor din România (din 1987).
- Membru al PEN-Clubului român (din 1991).
- Membru al Consiliului științific al Institutului Național pentru Memoria Exilului Românesc (din 2003 până în 2010).